# 淮河蚌埠闸枢纽水利风景区
32°57′24.95″N 117°16′29.58″E / 32.9569306°N 117.2748833°E
淮河蚌埠闸枢纽水利风景区，简称蚌埠闸，是位于淮河中游、蚌埠市西郊的一座水利枢纽。此闸具有灌溉、航运、发电和公路交通等综合功能，现由蚌埠闸工程管理处负责管理和运营。

## 工程构成
- 28孔节制闸[1]：设计流量8620m3/s，闸身全长336米，每孔净宽10米，底板高程10米，堰顶高程12米。
- 12孔节制闸：12孔节制闸是未解决原节制闸泄洪能力不足问题而扩建的，位于老节制闸北端统一轴线上。设计流量3410m3/s，每孔净宽10米，底板高程9.123米。
- 船闸：三级航道，可通行千吨级货船；最低通航水位11.5米；闸室长195米，宽15.4米，上游门坎高程13.6米，下游门坎高程9.2米，闸室底板高程9.2米。
- 水电站：河床式水电站，主要利用雍水落差和剩余泄量发电。装机6台，总容量4800千瓦，实际年发电量在3000万千瓦时左右。
- 分洪道：位于船闸南岸，过水总宽314米，闸上水位超过19米高程时自然漫滩分洪，设计分洪流量1060m3。
- 新船闸：由于原船闸建于20世纪60年代初，原设计通航能力难以满足现有航运发展。拟投入1.8亿元资金在原船闸与分洪道之间再建一个新的船闸，通航标准与原船闸相同。工程预计于2010年3月完工，建成后，蚌埠闸整体货运能力可提高2.5倍。[2]

## 历史
- 1958年10月，28孔节制闸开始建设。
- 1959年12月，船闸部分开始建设。
- 1960年5月，28空节制闸竣工。
- 1961年10月，船闸工程竣工。
- 1970年6月，分洪道工程开始建设。
- 1973年9月，分洪道工程竣工。
- 1984年10月，水电站工程开始建设。
- 1987年4月，水电站工程竣工。
- 2000年8月，节制闸(12孔)扩建工程开始建设。
- 2003年5月，节制闸扩建工程建成并交付使用。
- 2003年9月，28孔节制闸除险加固工程开工。
- 2007年10月，新船闸工程开工建设。
- 2009年9月，水电站微机自动化改造项目完成，6台机组实现并网发电[1][3]。

## 蚌埠闸水利风景区
以蚌埠闸和周边自然景色为主要看点的蚌埠闸水利风景区自2004年3月开始正式对外接待游客，2008年11月，风景区通过安徽省旅游景区质量等级评定委员会的评定，成为国家3A级旅游景区，后又升格为国家4A级旅游景区。然而，在中国国家旅游局2016年开展的景区整风检查中，蚌埠闸水利风景区因未达标，4A景区的称号被摘牌。